# Centro histórico de Albacete
El centro histórico de Albacete es el espacio urbano de carácter histórico-artístico del centro de la ciudad española de Albacete. Reúne de forma singular y sobresaliente valores patrimoniales. Por el número de inmuebles conservados se considera representativo del urbanismo de la segunda mitad del siglo XIX y el primer tercio del siglo XX.

## Localización
El centro histórico de Albacete constituye uno de los ejes históricos de la capital manchega,  enclavado en el centro de la ciudad, entre el primer tramo de la calle Tesifonte Gallego –entre las calles Mayor y Tinte–, la calle Mayor hasta el pasaje de Lodares, la calle Marqués de Molins, la plaza del Altozano y el paseo de la Libertad.

## Historia

### Calles Marqués de Molins y Tesifonte Gallego

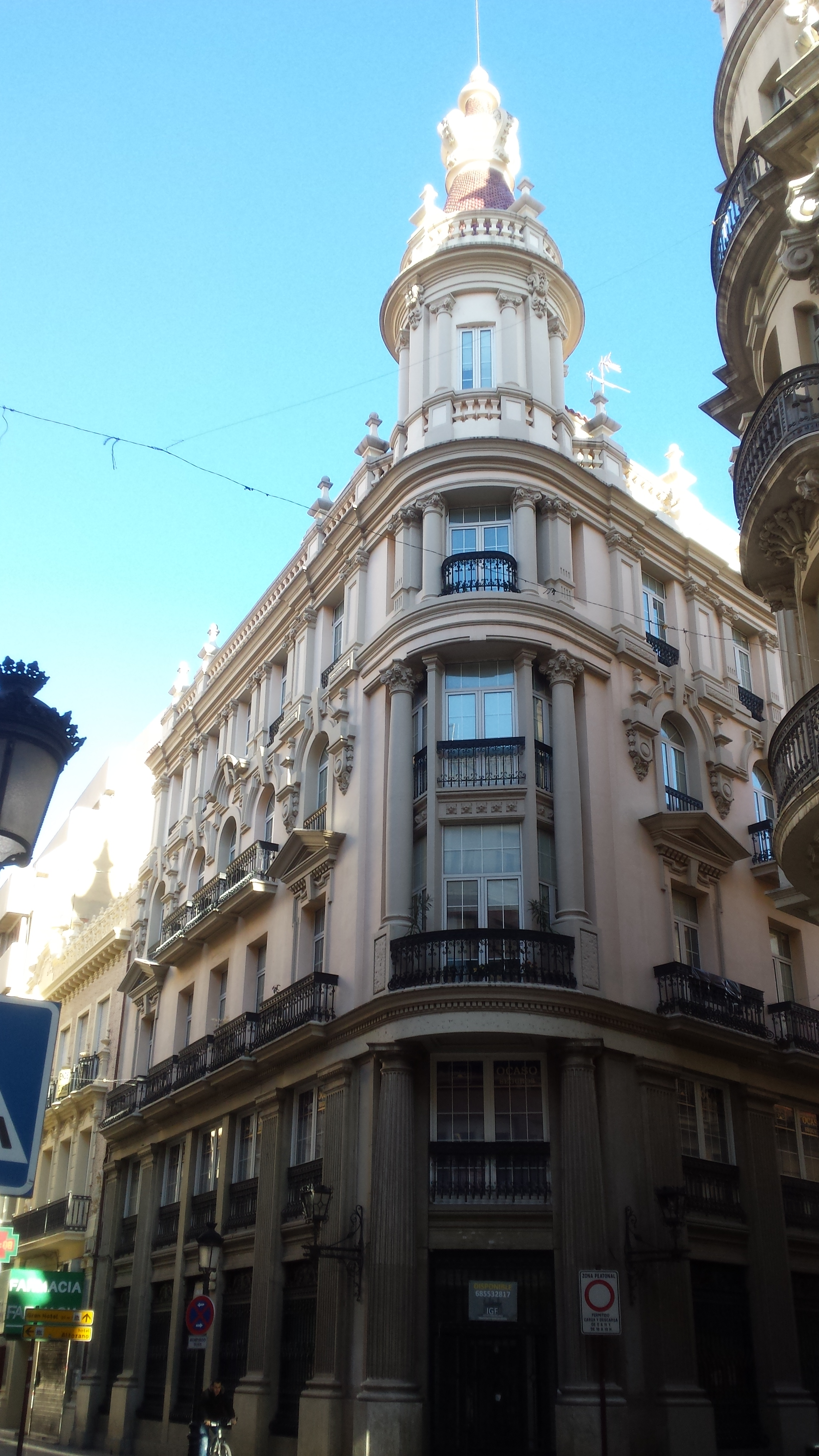
Casa Julia Gómez Alfaro, edificio de Julio Carrilero en la calle Marqués de Molins

La calle Marqués de Molins y, en prolongación, la calle Tesifonte Gallego, unen la plaza del Altozano y la plaza de Gabriel Lodares, constituyendo la arteria comercial y residencial de la nueva ciudad cuyo desarrollo se produjo a partir de la segunda década del siglo XX, propiciado por la implantación de infraestructuras tan esenciales como el alumbrado público, el alcantarillado y el abastecimiento de agua, así como la construcción en 1911 del parque de Canalejas, actual parque Abelardo Sánchez, que conforma un polo de desarrollo urbanístico que marca el crecimiento de la ciudad hacia él y convierte la vaguada del primitivo río Piojo en una especie de Gran Vía local, la llamada calle Ancha, reflejo de la metamorfosis de la arquitectura albaceteña de principios del siglo XX en sus diferentes variantes.
El centro histórico incluye la calle Marqués de Molins y el primer tramo de la calle Tesifonte Gallego, es decir, la antigua calle del Val General, nombre con el que se conoció al vial construido sobre el lecho fluvial del río Piojo en la segunda mitad del siglo XIX.
En el primer tramo de la calle Ancha se conservan abundantes ejemplos de edificios de estilo ecléctico y modernista dedicados a viviendas de alquiler, con los bajos ocupados por locales comerciales y grandes bancos que buscan el centro de la ciudad, y si es posible, arquitectura con cierto encanto. Frente a esto, el tramo más próximo al parque Abelardo Sánchez y los alrededores del mismo muestran una arquitectura de tipo residencial caracterizada por la presencia de viviendas aisladas o con una sola medianera, en su mayoría desaparecidas, uno de cuyos más significativos ejemplos conservados es el chalet Fontecha, en la calle Tesifonte Gallego, declarado bien de interés patrimonial.
La calle Marqués de Molins constituye la zona nuclear del centro histórico, el área mejor conservada, donde se concentran los edificios de mayor valor histórico-artístico con una imagen urbana y arquitectónica homogénea.

### Calle Mayor

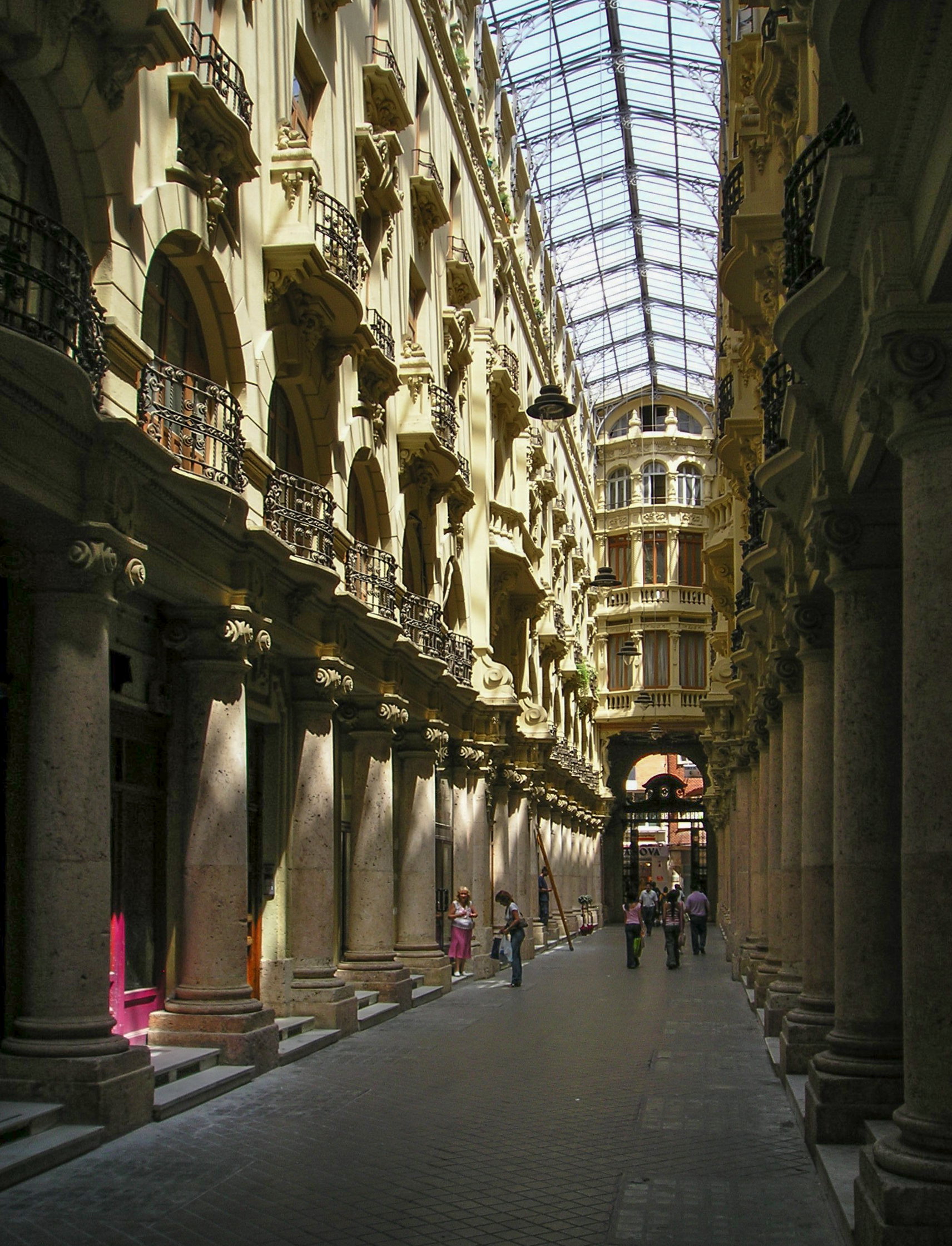
Pasaje de Lodares, galería «italiana» entre las calles Mayor y Tinte

La calle Mayor se considera una de las calles más antiguas de Albacete, constituyendo uno de los denominados «ejes históricos» de la ciudad. Comunica la plaza Mayor, situada entre el Alto de la Villa y el cerrillo de San Juan, con la cuesta de la Purísima en Carretas.

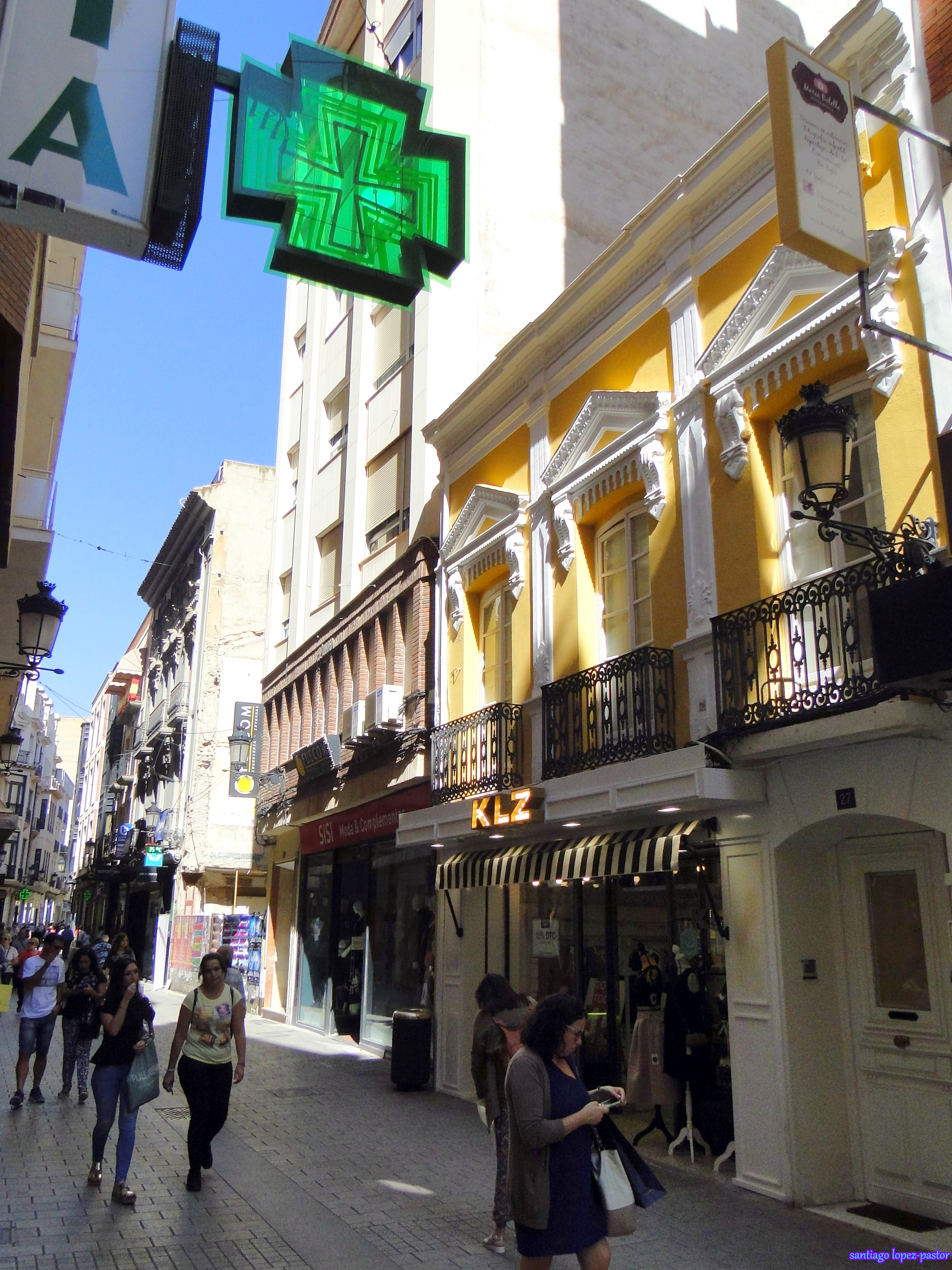
Calle Mayor, calle antigua de la capital

La plaza Mayor tiene su origen en el siglo XVI, momento en el que algunos autores mencionaron la creación de una plaza Nueva, identificada con esta, que se insertó en una fase del desarrollo urbano de la ciudad medieval, que traspasó los límites del recinto fortificado y se caracterizó por ser una etapa de crecimiento y de reformas que afectaron a los tres núcleos originarios de la ciudad.
Durante el siglo XVIII el centro continuó su desplazamiento hacia el este, consolidándose definitivamente en el siglo XIX, de tal manera que la encrucijada de las calles Rosario y Mayor constituyó el nuevo centro del prestigio social en este periodo, abundando en estas calles los edificios blasonados. En esta calle se localiza uno de los edificios más singulares y sobresalientes de la ciudad, el pasaje Lodares. Este edificio se mandó construir por Gabriel Lodares a imagen y semejanza de las galerías comerciales existentes en Italia, según proyecto redactado en 1925 por el arquitecto valenciano Buenaventura Ferrando Castells. Se trata de un edificio de cinco plantas, atravesado por un pasaje cubierto por una estructura a dos aguas de hierro y paños de cristal, que comunica las calles Mayor y Tinte. El edificio está declarado bien de interés cultural.

### Plaza del Altozano

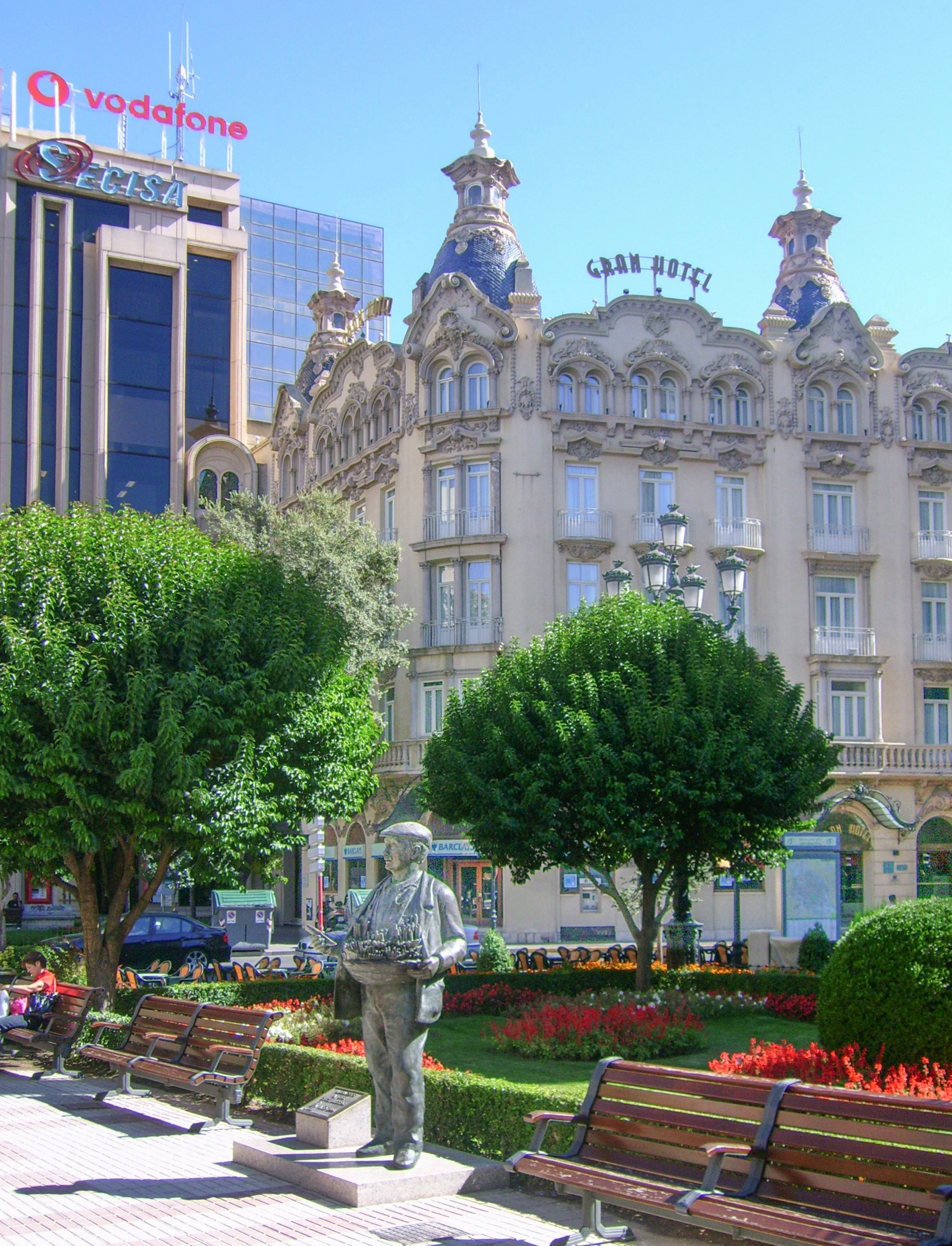
Altozano, historia de Albacete

El paseo de la Libertad desemboca en la plaza del Altozano, en esta época denominada plaza del Progreso. El origen de la plaza se sitúa a finales del siglo XVI, cuando se fundaron los conventos de San Agustín, parte de cuyo solar ocupa hoy en día el Palacio de Justicia de Albacete, y de las Justinianas, actual Delegación de Hacienda y parte de la plaza del Altozano, pero es en la segunda mitad del siglo XIX cuando se plantaron los primeros árboles a su alrededor y se pusieron verjas perimetrales, configurándose como un espacio público ajardinado que constituye la zona verde de origen antrópico más antigua de la ciudad.
A finales de la década de 1920, con motivo de la demolición del convento de las Justinianas, se amplía la plaza adquiriendo su configuración actual. En 1937, con motivo de la guerra civil, se construyó un refugio antiaéreo bajo sus jardines, lo que obligó en la década de 1940 a volver a ajardinar la zona. Su diseño actual, de estilo francés, parece ser obra de Ramón Ortiz Ferrer, jardinero mayor del Ayuntamiento de Madrid.
Algunos de sus edificios más emblemáticos desaparecieron, como el edificio de la Audiencia, obra del arquitecto Francisco Jareño, autor asimismo de la Biblioteca Nacional, el Banco Central, obra de Isidro de Benito, o el Teatro Capitol, obra de Julio Carrilero.

### Paseo de la Libertad
El paseo de la Libertad, antigua calle del Progreso, es una calle amplia y con una gran acera lateral arbolada, cuya apertura se llevó a cabo en 1853 dentro del proceso de ampliación de la ciudad que tuvo lugar durante la segunda mitad del siglo XIX, tras la desamortización de los conventos existentes y la llegada del ferrocarril a la ciudad en 1855. 
La desamortización provocó la aparición de grandes espacios urbanos, anteriormente ocupados por los conventos de San Agustín y de las Justinianas, que permitieron iniciar la primera planificación urbanística de esta zona de la ciudad, denominada por diversos autores como «ensanche interior». Destaca el carácter singular de la desamortización en Albacete, que no se tradujo en la entrega de los bienes eclesiásticos a la iniciativa privada, sino en su conversión en bienes e inmuebles de titularidad pública. Este factor explicó la implantación en la zona de numerosos edificios institucionales. 

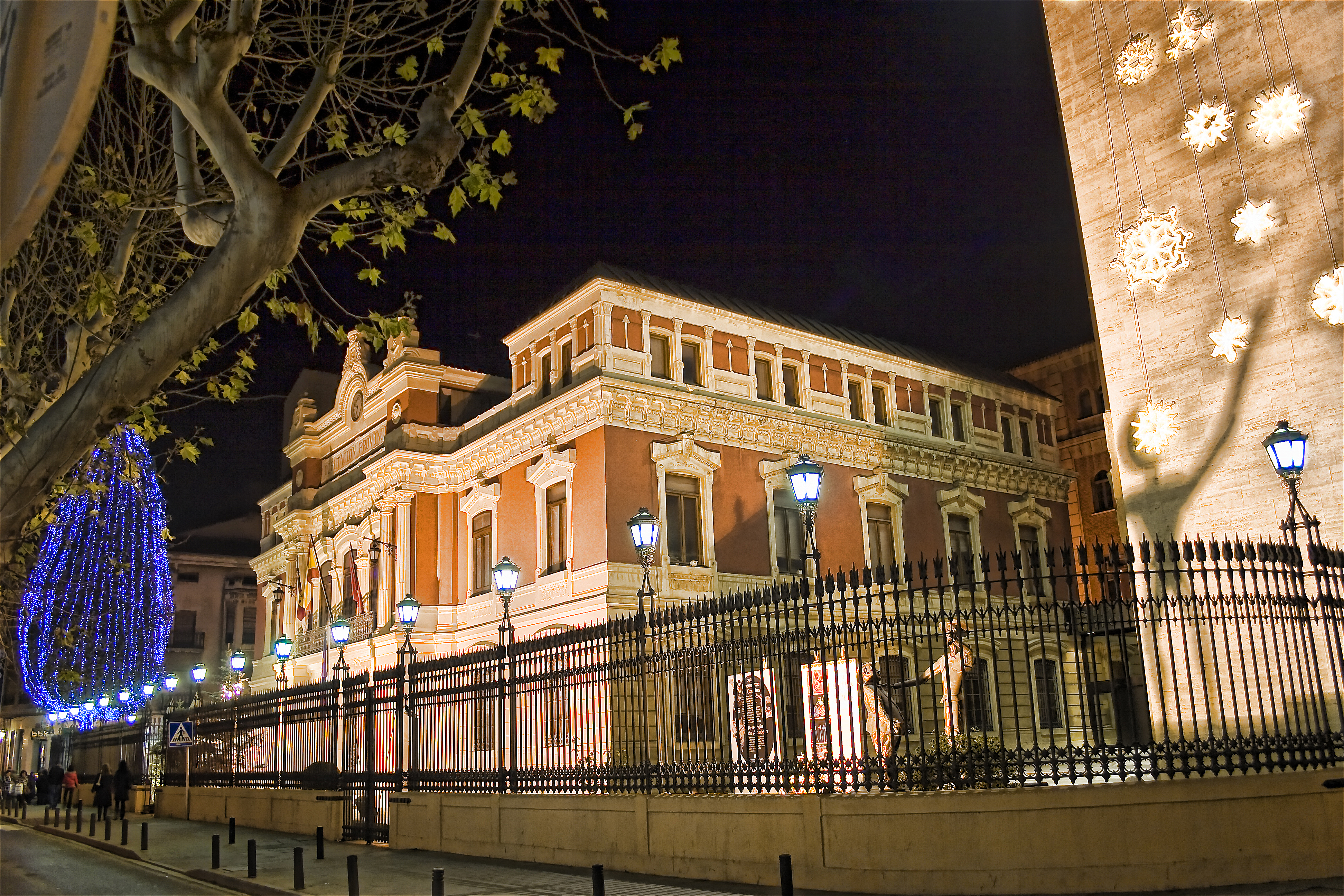
Palacio Provincial de Albacete, eclecticismo de tiempos de la Restauración

Asimismo la llegada del ferrocarril actuó como núcleo polarizador del crecimiento de esta zona de la ciudad, cuyo perímetro estaba constituido por las calles San Antón, San Agustín (actual calle San Agustín y Martínez Villena), el callejón de las Peñicas (actual calle León) y la vía del ferrocarril. La cuadrícula interior de este espacio estaba conformada por las calles del Bosque (actual calle Ricardo Castro), de Carcelén (1866), de Isaac Peral (1889), de Salamanca, del Muelle y la calle del Progreso (actual paseo de la Libertad), eje administrativo de la nueva ciudad, de la ciudad moderna, de la ciudad del ferrocarril y la burguesía liberal.
En esta zona se instalaron las oficinas de la administración de la provincia y de la ciudad, continuando un proceso que se había inaugurado con la ubicación de la Audiencia Territorial en el solar del antiguo convento de San Agustín (1860); el Gobierno Civil, frente a la estación; el Banco de España, en la calle Salamanca; Obras Públicas, en la de Gaona; la Diputación Provincial (1880), en el paseo de la Libertad, y el antiguo ayuntamiento (1903).
Se conserva en el momento actual la configuración de la trama urbana en la zona, así como el bulevar lateral, no obstante, salvo dos edificios institucionales y algunos otros privados, la mayoría de los edificios de finales del siglo XIX y el primer tercio del siglo XX desaparecieron como consecuencia del furor desarrollista y constructivo que se inicia en la década de 1970, acompañado de un falso sentido de renovación urbanística y modernidad y de una absoluta falta de interés por promover mecanismos de conservación, rehabilitación y recuperación por parte del urbanismo de la época.